# Heupelzen

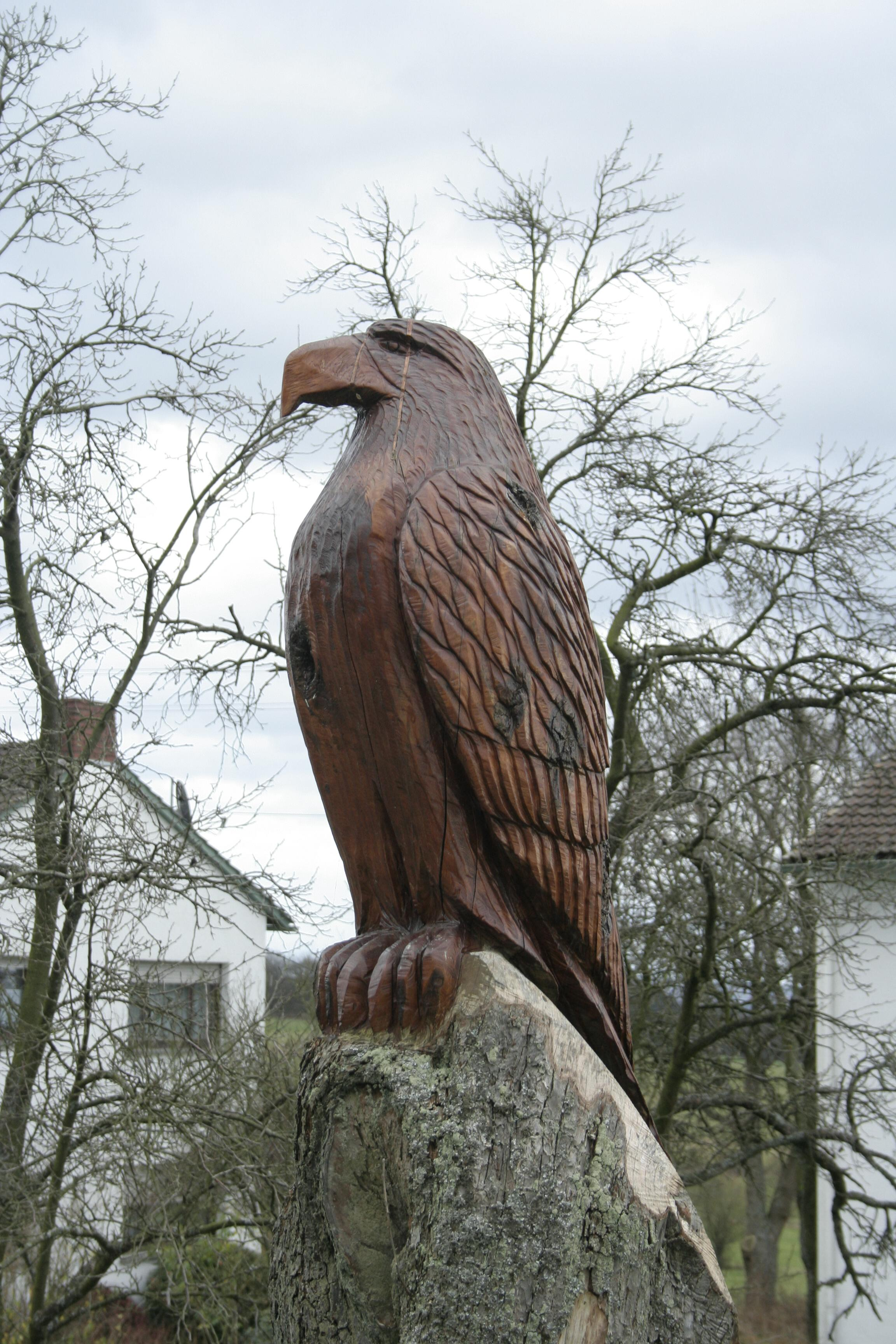
Holzskulptur eines Adlers am Ortsrand von Heupelzen

Heupelzen ist eine Ortsgemeinde im Landkreis Altenkirchen (Westerwald) in Rheinland-Pfalz. Sie gehört der Verbandsgemeinde Altenkirchen-Flammersfeld an.

## Geographie
Der in 309 m Höhe gelegene Hauptort Heupelzen ist von Weiden und Wäldern des Staatsforstes Altenkirchen umgeben.
Die Gemeinde umfasst zwei Ortsteile: Heupelzen und das 1 km nordöstlich gelegene Beul. Nur die linke, westliche Straßenseite von Beul gehört allerdings zur Gemeinde Heupelzen, die andere Seite von Beul ist ein Ortsteil von Busenhausen.
Weitere Nachbargemeinden sind Ölsen im Nordwesten, Birkenbeul im Norden, Busenhausen im Osten, Kettenhausen im Süden sowie Oberirsen und Wölmersen im Westen.

## Geschichte
Heupelzen wurde erstmals 1493 urkundlich als Huypeltzhusen  erwähnt, als ein örtlicher Hof an die Kirche in Hilgenroth verkauft wurde. Der heutige Ortsname setzt sich vermutlich zusammen aus der Endung „-zen“ als Zusammenziehung von „-hausen“ und der näheren Bestimmung „Heupel“, vermutlich in der Bedeutung Hübbel/Hügel. Dies könnte auf den nahen Beulskopf hinweisen, die höchste Erhebung in der Verbandsgemeinde Altenkirchen.
Heupelzen gehörte zum Herrschaftsgebiet der Grafen von Sayn, die bereits seit dem 12. Jahrhundert umfangreiche Besitzungen im Westerwald und in der Eifel hatten. Die Einwohner wurden nach der Einführung der Reformation in der Grafschaft Sayn erst lutherisch und später reformiert. Nachdem die ältere Linie der Grafen von Sayn 1606 erloschen war, kam die Grafschaft Sayn an die Grafen von Sayn-Wittgenstein-Sayn. Nach dem Tode des letzten Grafen 1636 erbten die beiden Erbtöchter die Grafschaft und teilten sie im 17. Jahrhundert schließlich in Sayn-Hachenburg und Sayn-Altenkirchen. Beul und Heupelzen gehörten zu Sayn-Altenkirchen und lagen damit im Grenzbereich zu den Kirchspielen Hamm und Birnbach, welche Sayn-Hachenburg zugeordnet wurden. Der Grenzbereich der Grafschaften ist noch heute teilweise durch Grenzgräben und alte Grenzsteine erkennbar.
Auf Grundlage der Vereinbarungen des Wiener Kongresses (1815) wurde die Region an das Königreich Preußen abgetreten. Unter der preußischen Verwaltung wurden Heupelzen und Beul der Bürgermeisterei Altenkirchen im neu errichten Kreis Altenkirchen (Regierungsbezirk Koblenz) zugeordnet und gehörten von 1822 an zur Rheinprovinz.
Nach dem Zweiten Weltkrieg wurde Heupelzen innerhalb der französischen Besatzungszone Teil des damals neu gebildeten Landes Rheinland-Pfalz.
Wahrzeichen des Ortes ist heute der 35 m hohe Raiffeisen-Aussichtsturm.
Bevölkerungsentwicklung
Die Entwicklung der Einwohnerzahl von Heupelzen, die Werte von 1871 bis 1987 beruhen auf Volkszählungen:
| Jahr | Einwohner |
| 1815 | 78        |
| 1835 | 118       |
| 1871 | 154       |
| 1905 | 174       |
| 1939 | 187       |
| 1950 | 178       |

| Jahr | Einwohner |
| 1961 | 180       |
| 1970 | 202       |
| 1987 | 204       |
| 1997 | 243       |
| 2005 | 272       |
| 2023 | 249       |

## Politik

### Gemeinderat
Der Gemeinderat in Heupelzen besteht aus sechs Ratsmitgliedern, die bei der Kommunalwahl am 9. Juni 2024 in einer Mehrheitswahl gewählt wurden, und dem ehrenamtlichen Ortsbürgermeister als Vorsitzendem.

### Bürgermeister
Fabian Schumacher wurde am 24. März 2025 Ortsbürgermeister von Heupelzen. Da bei der Direktwahl am 9. Juni 2024 kein Wahlvorschlag eingereicht wurde, oblag die Neuwahl des Bürgermeisters gemäß rheinland-pfälzischer Gemeindeordnung dem Rat. Dieser wählte auf seiner Sitzung im März 2025 einstimmig Fabian Schuhmacher ins Ehrenamt.
Schumachers Vorgänger Rainer Düngen hatte das Amt im Sommer 2014 übernommen. Erstmals bei der Direktwahl am 25. Mai 2014 gewählt, wurde er bei der folgenden am 26. Mai 2019 mit einem Stimmenanteil von 53,55 % für weitere fünf Jahre in seinem Amt bestätigt. Bei der Wahl 2024 trat er nicht erneut an. Da kein anderer Wahlvorschlag eingereicht wurde und auch der Gemeinderat auf seiner konstituierenden Sitzung am 27. August 2024 keinen Kandidaten benennen konnte, erklärte sich der bisherige Ortsbürgermeister Rainer Düngen bereit, das Amt bis zum März 2025 kommissarisch auszuüben. Düngens Vorgänger war Bernd Ochsenbrücher, der das Amt ebenfalls zehn Jahre ausübte.

## Kultur und Sehenswürdigkeiten
Auf dem Beulskopf befindet sich der Raiffeisen-Turm mit Aussicht in das Rothaargebirge, Siebengebirge sowie bis zur Hohen Acht (747 m) in der Eifel (Entfernung 57 km).

## Wirtschaft und Infrastruktur
Heupelzen ist noch landwirtschaftlich geprägt, entwickelt sich jedoch zunehmend zu einer Wohngemeinde.

### Verkehr
Die Nähe zur Stadt Altenkirchen sowie zum Bahnhof Au (Sieg) bietet gute Verbindungsmöglichkeiten. Zwischen Altenkirchen, Heupelzen und Hamm verkehrt eine Buslinie.
Heupelzen liegt an der Landesstraße 267, von der im Ort die Kreisstraße 54 abzweigt.